# Swieqi
Swieqi (officiële naam Is-Swieqi) is een plaats en gemeente in het noordoosten van Malta met een inwoneraantal van 8099 (november 2005). De naam Swieqi is afkomstig van de afwateringskanalen die kriskras over de voormalige landbouwgrond in de regio liepen.
De bebouwing van Swieqi kenmerkt zich door ietwat grotere en luxere huizen in vergelijking met de rest van het eiland. De rustige omgeving en centrale ligging hebben de plaats populair gemaakt bij de wat rijkere bevolking; Swieqi staat dan ook bekend om de moeizaamheid van het er vinden van een beschikbare woning.
In de middeleeuwen, toen het grondgebied van Swieqi nog onder het bestuur van Birkirkara viel, was Swieqi niet meer dan een klein stukje onbebouwd land. In het begin van de zestiende eeuw besloot ene Augustinu Borg een deel van dit land aan zichzelf toe te eigenen en vervolgens te bebouwen zonder vergunning hiertoe. Men kan dus stellen dat de eerste inwoner van Swieqi een illegale inwoner was. Enkele inwoners van Birkirkara, waaronder Ġorġ Lanza Zarb, besloten Borg aan te klagen op 9 september 1527. Bijna zes jaar later, op 29 augustus 1533, besloot de rechtbank dat het stuk land waarop Borg had gebouwd niet zijn eigendom was en dat het moest worden aangemerkt als reduci ad pristinum publicum statum. Het moest worden teruggebracht naar haar oorspronkelijke staat. Ter herinnering aan deze historische gebeurtenis stelde de gemeente Swieqi 9 september in als officiële feestdag, bekend als "Swieqi Day". Ook werd het motto "reduci ad pristinum publicum statum" de slogan van de gemeente.
De jaarlijkse festa van Swieqi wordt gevierd op 8 december. Men viert dit dorpsfeest ter ere van de Onbevlekte Ontvangenis.